# جوليا فورد (ممثلة)
جوليا فورد (بالإنجليزية: Julia Ford)‏ هي ممثلة بريطانية، ولدت في 7 أغسطس 1963 في تشستر في المملكة المتحدة.

## وصلات خارجية
- جوليا فورد على موقع IMDb (الإنجليزية)
- جوليا فورد على موقع قاعدة بيانات الفيلم (الإنجليزية)